# Karl Hipfinger
Karl Hipfinger (ur. 28 października 1905 w Wiedniu, zm. 20 kwietnia 1984) – austriacki sztangista.
Na Igrzyskach Olimpijskich w Los Angeles w 1932 zdobył brązowy medal w wadze średniej (do 75 kg). Do jego osiągnięć należą również trzy medale mistrzostw Europy: złoty (1929) i dwa brązowe (1930, 1934).
Sześciokrotnie był mistrzem Austrii (1926, 1927, 1929, 1930, 1931, 1932).